# Thelepogon
Thelepogon és un gènere de plantes de la família de les poàcies, ordre de les poals, subclasse de les commelínides, classe de les liliòpsides, divisió dels magnoliofitins.

## Taxonomia
- Thelepogon australiensis
- Thelepogon elegans
- Thelepogon sanguinea
- Thelepogon sanguineus